# 莊吉發
莊吉發（1936年5月24日—），苗栗縣南庄鄉客家人，台灣歷史學者。

## 生平
1956年畢業於省立台北師範學校（今國立台北教育大學），1963年畢業於台灣師範大學史地學系，1969年畢業於國立台灣大學歷史研究所。專長為滿文文獻的研究，是台灣少數精通滿文的學者。
曾任國立故宮博物院研究員，曾任教於淡江大學歷史學系、私立東吳大學歷史學研究所。現為國立臺灣師範大學歷史研究所、國立政治大學民族學研究所、國立臺灣大學中文系兼任教授。
講授學科有中國近代史、中國現代史、中國通史、清史專題研究、故宮檔案專題研究、中國祕密社會史、中國邊疆文化史、滿語等。

## 著作
1. 《京師大學堂》，臺北，國立台灣大學文學院，1970年，201頁。
2. 《清語老乞大》，臺北，文史哲出版社，1976年，293頁。
3. 《尼山薩滿傳》，臺北，文史哲出版社，1977年，188頁。
4. 《孫文成奏摺》，臺北，文史哲出版社，1978年，120頁。
5. 《清代奏摺制度》，臺北，國立故宮博物院，1979年，112頁。
6. 《清代檔案述要(一)》，臺北，文史哲出版社，1979，238頁。
7. 《清代檔案述要(二)》，臺北，文史哲出版社，1980，218頁。
8. 《清代天地會源流考》，臺北，國立故宮博物院，1981，226頁。
9. 《清高宗十全武功研究》，臺北，國立故宮博物院，1982，646頁。
10. 《故宮檔案述要》，臺北，國立故宮博物院，1983，546頁。(已絕版)
11. 《清代準噶爾史料初編》，臺北，文史哲出版社，1983，223頁。
12. 《滿漢異域錄校注》，臺北，文史哲出版社，1983年，212頁。
13. 《雍正朝滿漢合壁奏摺校注》，臺北，文史哲出版社，1984年，214頁。
14. 《清世宗與賦役制度的改革》，臺北，臺灣學生書局，1985年，281頁。ISBN 9570012234  （页面存档备份，存于）
15. 《謝遂職貢圖滿文圖說校注》，臺北，國立故宮博物院，1989年，642頁。
16. 《清史拾遺》，臺北，臺灣學生書局，1992年，360頁。ISBN 9571503436  （页面存档备份，存于） / ISBN 9571503444
17. 《先正曾國藩文獻匯編》(共八冊)，臺北，國立故宮博物院，1993年。
18. 《滿語故事譯粹》，臺北，文史哲出版社，1993年，255頁。
19. 《清代秘密會黨史研究》，臺北，文史哲出版社，1994年，398頁。
20. 《故宮台灣史料概述》，臺北，國立故宮博物院，1995年，290頁。
21. 《清史隨筆》，臺北，博揚文化公司，1996年，319頁。
22. 《薩滿信仰的歷史考察》，臺北，文史哲出版社，1996年，300頁。
23. 《清史論集(一)》，臺北，文史哲出版社，1997年，276頁。
24. 《清史論集(二)》，臺北，文史哲出版社，1997年，289頁。ISBN 957-549-111-4  （页面存档备份，存于）
25. 《清史論集(三)》，臺北，文史哲出版社，1998年，325頁。ISBN 957-549-166-1  （页面存档备份，存于）
26. 《清代台灣會黨史研究》，臺北，南天書局，1999年，311頁。
27. 《御門聽政--滿語對話選譯》，臺北，文史哲出版社，1999年，301頁。
28. 《清史論集(四)》，臺北，文史哲出版社，1999年，336頁。
29. 《清史論集(五)》，臺北，文史哲出版社，1999年，326頁。
30. 《清史論集(六)》，臺北，文史哲出版社，2000年，336頁。
31. 《清史論集(七)》，臺北，文史哲出版社，2000年，314頁。
32. 《清史論集(八)》，臺北，文史哲出版社，2000年，335頁。
33. 《清史論集(九)》，臺北，文史哲出版社，2002年，312頁。
34. 《清史論集(十)》，臺北，文史哲出版社，2002年，312頁。
35. 《真空家鄉：清代民間祕密宗教史研究》，臺北，文史哲出版社，2002年，556頁。ISBN 9575494350  （页面存档备份，存于）
36. 《清史講義》，臺北，實學社，2002年，335頁。
37. 《清史論集(十一)》，臺北，文史哲出版社。2003年，312頁。
38. 《清史論集(十二)》，臺北，文史哲出版社，2003年，312頁。
39. 《清史論集(十三)》，臺北，文史哲出版社，2004年。
40. 《清史論集(十四)》，臺北，文史哲出版社，2004年。
41. 《滿語童話故事》，臺北，文史哲出版社，2004年。
42. 《清史論集(十五)》，臺北，文史哲出版社，2005年。
43. 《雍正事典》，臺北，遠流出版，2005年，208頁。ISBN 957-325-563-4  （页面存档备份，存于）
44. 《尼山薩滿傳》(再版)，臺北，文史哲出版社，2005年。
45. 《滿語歷史故事》，臺北，文史哲出版社，2005年。ISBN 9575496035  （页面存档备份，存于）
46. 《滿語常用會話》，臺北，文史哲出版社，2005年。
47. 《清史論集(十六)》，臺北，文史哲出版社，2006年。
48. 《清史論集(十七)》，臺北，文史哲出版社，2007年。
49. 《滿漢西遊記會話》，臺北，文史哲出版社，2007年。
50. 《咸豐事典》，臺北，遠流出版社，2008年。ISBN 9789573264095  （页面存档备份，存于）
51. 《清史論集(十八)》，臺北，文史哲出版社，2008年。
52. 《清史論集(十九)》，臺北，文史哲出版社，2008年。
53. 《滿漢諺語選集》，臺北，文史哲出版社，2010年。
54. 《清史論集(二十)》，臺北，文史哲出版社，2010年。
55. 《清史論集(二十一)》，臺北，文史哲出版社，2011年。
56. 《清史論集(二十二)》，臺北，文史哲出版社，2012年。
57. 《清代準噶爾史料初編》(再版)，臺北，文史哲出版社，2012年。
58. 《康熙滿文嘉言選：都俞吁咈》，臺北，文史哲出版社，2013年。
59. 《清史論集(二十三)》，臺北，文史哲出版社，2013年。
60. 《滿漢對譯文選》，臺北，文史哲出版社，2013年。
61. 《清語老乞大譯註》，臺北，文史哲出版社，2014年。
62. 《清史論集(二十四)》，臺北，文史哲出版社，2015年。
63. 《佛門孝經：地藏菩薩本願經滿文譯本校註》，臺北，文史哲出版社，2015年。
64. 《創製與薪傳：新疆察布查爾錫伯族與滿洲語文的傳承－以錫伯文教材為中心》，臺北，文史哲出版社，2015年。
65. 《雙溪瑣語》，臺北，文史哲出版社，2016年。
66. 《〈西廂記〉滿文譯本研究》，臺北，文史哲出版社，2016年。
67. 《清史論集(二十五)》，臺北，文史哲出版社，2016年。
68. 《清史論集(二十六)》，臺北，文史哲出版社，2016年。
69. 《錫伯族西遷與滿洲語文的傳承：以〈錫漢會話〉為中心》，臺北，文史哲出版社，2016年。
70. 《京師大學堂》(再版)，臺北，文史哲出版社，2016年。
71. 《清朝奏摺制度》，北京，紫禁城出版社，2016年。
72. 《尼山薩蠻傳》，臺北，文史哲出版社，2017年。
73. 《〈鳥譜〉滿文圖說校注第一冊》，臺北，文史哲出版社，2017年。
74. 《〈鳥譜〉滿文圖說校注第二冊》，臺北，文史哲出版社，2017年。
75. 《〈鳥譜〉滿文圖說校注第三冊》，臺北，文史哲出版社，2017年。
76. 《〈鳥譜〉滿文圖說校注第四冊》，臺北，文史哲出版社，2017年。
77. 《〈鳥譜〉滿文圖說校注第五冊》，臺北，文史哲出版社，2017年。
78. 《〈鳥譜〉滿文圖說校注第六冊》，臺北，文史哲出版社，2017年。
79. 《清史論集（二十七）》，臺北，文史哲出版社，2017年。
80. 《〈三國志通俗演義〉滿文譯本研究》，臺北，文史哲出版社，2018年。
81. 《文獻足徵：以〈大清太祖武皇帝實錄〉滿文本為中心的比較研究》，臺北，文史哲出版社，2018年。
82. 《清史論集（二十八）》，臺北，文史哲出版社，2018年。
83. 《〈獸譜〉滿文圖說校注套書（共二冊）》，臺北，文史哲出版社，2018年。
84. 《故宮檔案與清代臺灣史研究（一）》，臺北，文史哲出版社，2019年。
85. 《故宮檔案與清代臺灣史研究（二）》，臺北，文史哲出版社，2019年。
86. 《故宮檔案與清代臺灣史研究（三）》，臺北，文史哲出版社，2019年。
87. 《故宮檔案與清代臺灣史研究（四）》，臺北，文史哲出版社，2019年。
88. 《過陰收魂：尼山薩滿的滿語對話》，臺北，文史哲出版社，2019年。
89. 《〈滿蒙漢合璧教科書〉滿文選讀校注》，臺北，文史哲出版社，2019年。
90. 《清史論集（二十九）》，臺北，文史哲出版社，2019年。
91. 《清史論集（三十）》，臺北，文史哲出版社，2019年。
92. 《玄奘取經：〈西遊記〉滿文譯本會話選讀》，臺北，文史哲出版社，2019年。
93. 《滿文原檔〈滿文原檔〉選讀譯注：太祖朝（一）》，臺北，文史哲出版社，2020年。
94. 《生肖圖騰文化趣談》，臺北，故宮博物院，2020年。
95. 《玄奘之路：〈西遊記〉滿文譯本選讀》，臺北，文史哲出版社，2020年。
96. 《孫文成滿文奏摺（共二冊）》，臺北，文史哲出版社，2020年。
97. 《玄奘之聲：〈西遊記〉滿文譯本選讀》，臺北，文史哲出版社，2020年

## 外部連結
- 國立臺北教育大學介紹莊吉發